# Max Buchner (Mediziner)

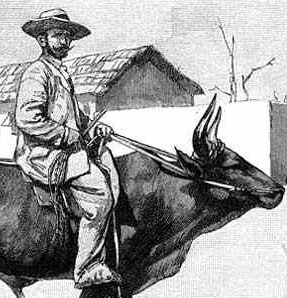
Max Buchner

Max Joseph August Heinrich Markus Buchner, auch: Maximilian Buchner, (* 25. April 1846 in München; † 7. Mai 1921 in München) war ein deutscher Arzt, Ethnograph, Forschungsreisender und Museumskonservator.

## Leben
Nach dem Abitur 1864 am Wilhelmsgymnasium München studierte Buchner Medizin und wurde beim Norddeutschen Lloyd Schiffsarzt. 1875 begann er eine Reise um die Welt, während der er einen längeren Aufenthalt in Neuseeland und auf verschiedenen Inseln der Südsee hatte. Ende 1878 ging er im Auftrag der Afrikanischen Gesellschaft in Deutschland nach dem äquatorialen Westafrika in das Reich der Lunda. Hier sollte er im Namen von Kaiser Wilhelm I. Geschenke überbringen. Buchner hielt sich in der Hauptstadt Musumba ein halbes Jahr lang auf und wartete während dieser Zeit vergeblich auf eine Erlaubnis, nach Norden weiterreisen zu dürfen. Drei Versuche auf eigene Faust scheiterten, beim letzten Versuch, über den Loange flohen sogar fast sämtliche Träger, so dass er zur Küste zurückkehren musste.
Auf der Heimreise besuchte Buchner Ende 1881 noch den Kongo, wo er bis zur Station Isanglia kam. Ab Mai 1884 war er ein Reisebegleiter Gustav Nachtigals im Auftrag der Reichsregierung zur Erhebung von Kolonialansprüchen gegenüber westafrikanischen Machthabern und europäischen Konkurrenten. Seine Reiseziele waren die umstrittenen Küstenländer Kapitaï und Koba sowie die nachmaligen deutschen Kolonien Togo und Kamerun. Nachtigal ernannte ihn zum vorläufigen Vertreter des Deutschen Kaiserreiches in Kamerun mit Sitz in Duala. Hier hielt sich Buchner bis Juli 1885 auf und unternahm mehrere Exkursionen in das nähere Binnenland. 1884 beteiligte er sich mit Unterstützung deutschen Militärs an der Plünderung des Anwesens des England-freundlichen lokalen Häuptlings Kum'a Mbape ("Lock Priso") in Hickorytown durch u. a. den Duala-König King Bell (Ndumb´a Lobe ) im Rahmen einer Duala-internen kriegerischen Auseinandersetzung und erbeutete dabei ein Insignum von Lock Priso, einen Tangué (kunstvoll verzierter Schiffsschnabel):

„22. Dezember: [...] Hickorytown [...] Das Haus des Lock Priso [Kum'a Mbape] wird niedergerissen, ein bewegtes malerisches Bild. Wir zünden an. Ich habe mir aber ausgebeten, dass ich die einzelnen Häuser vorher auf ethnographische Merkwürdigkeiten durchsehen darf. Meine Hauptbeute ist eine grosse Schnitzerei, der feudale Kahnschmuck des Lock Priso, der nach München kommen soll.
23. Dezember: [...] Unsererseits verläuft der Tag ohne kriegerisches Ereignis. King Bell fährt fort zu rauben. In  Hickorytown hat er noch einiges angezündet...“

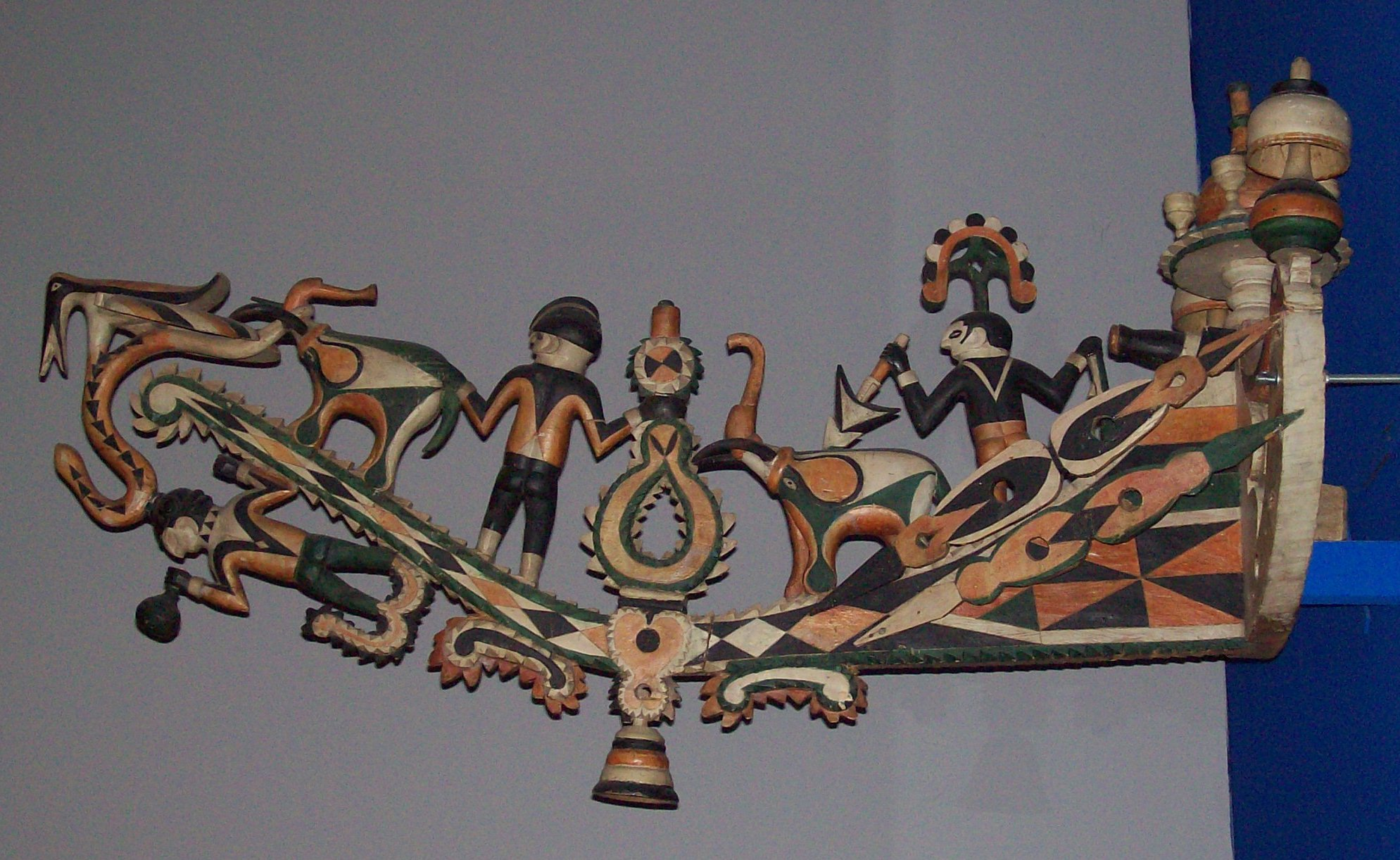
Der Duala-Schiffsschnabel in der Afrika-Dauerausstellung im Museum Fünf Kontinente, München.

Zwischen 1887 und 1907 war Buchner Direktor und Konservator der Königlich Ethnographischen Sammlung in München. In dieser Eigenschaft unternahm er vom August 1888 bis zum April 1890 eine Reise nach Australien, Deutsch-Neuguinea und Ostasien.

## Grabstätte

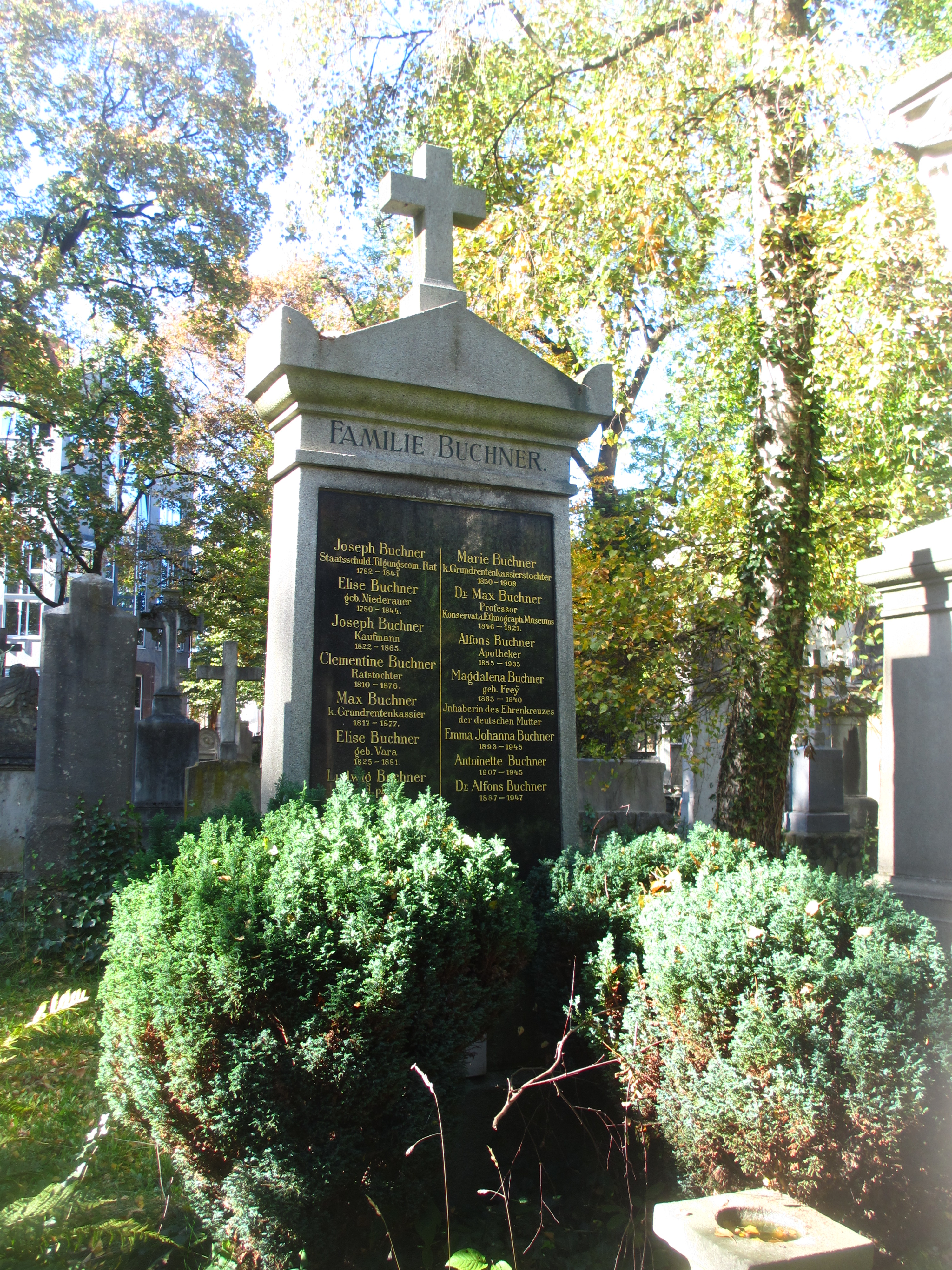
Grab von Max Buchner auf dem Alten Südlichen Friedhof in München

Die Grabstätte von Max Buchner befindet sich auf dem Alten Südlichen Friedhof in München (Gräberfeld 1 – Reihe 2 – Platz 10/11) Standort.

## Veröffentlichungen
- Reise durch den Stillen Ozean. J. U. Kern, Breslau 1878, (Digitalisat), Rezension: Literatur-Bericht. 2. Reise durch den Stillen Ozean von Max Buchner. In: Die Natur. 27 = N.F., Bd. 4. 1878, S. 644, (Digitalisat)
- Kamerun. Skizzen und Betrachtungen.  Duncker & Humblot, Leipzig 1888, (Digitalisat)
- Aurora Colonialis. Bruchstücke eines Tagebuches aus dem ersten Beginn unserer Kolonialpolitik, 1884-1885. München 1914